# Thần thoại (phim)
Thần thoại (tên gốc tiếng Trung: 神話, còn được biết đến với tên tiếng Anh: The Myth) là một bộ phim điện ảnh Hồng Kông của đạo diễn Đường Quý Lễ sản xuất vào năm 2005. Phim có sự tham gia diễn xuất của Thành Long và Kim Hee-sun.

## Nội dung
Bộ phim lấy bối cảnh Trung Hoa của hai nghìn năm về trước. Tướng quân Mông Nghị (Thành Long thủ vai) được lệnh hộ tống nàng công chúa Ngọc Thấu (Kim Hee-sun thủ vai) từ Triều Tiên sang Đại Tần để tấn phong làm Lệ phi của Tần Thủy Hoàng. Chàng bị cuộc đấu tranh nội tâm giằng xé giữa một bên là tình yêu, còn một bên là nghĩa vụ. Trên đường đi, Mông Nghị hay tin đoàn quân vận chuyển thuốc cho Tần Thủy Hoàng bị mai phục, chàng đành phải gửi lại Lệ phi cho tùy tướng để giải vây cho đoàn quân kia. Đây chính là cái bẫy do gian thần bày ra để hãm hại chàng.
Phim chuyển cảnh đưa khán giả về với Trung Quốc hiện đại. Nhà khảo cổ Jack cùng bạn đồng nghiệp của mình là William tham gia công trình khai quật lăng tẩm đời nhà Tần. Jack là một nhà khảo cổ học say mê khai quật di tích đến nỗi bán cả gia sản để đeo đuổi niềm đam mê. Bạn anh – William (Lương Gia Huy thủ vai) – một nhà vật lý học từ Mỹ trở về. Hai người cùng hòa vào dòng người hành hương đến ngôi đền cổ và đột nhập vào thánh địa. Họ phát hiện bức họa vẽ Lệ phi và thanh kiếm báu đời Tần trong cỗ quan tài đá. Khi William cạy trộm viên đá ở mắt tượng thần thì hiện tượng pháp sư bay chấm dứt. William nhận ra rằng đây là việc lợi dụng khoảng chân không do năng lượng thiên thạch tạo nên để thoát khỏi lực hút của trái đất. Bị săn đuổi ráo riết, William chạy thoát về Trung Quốc với viên đá mầu nhiệm, còn Jack được một cô gái giúp đỡ.
Một tai nạn bất ngờ ập xuống khiến họ tìm được Lăng mộ Tần Thủy Hoàng và Jack nhân cơ hội này muốn tìm hiểu về một nàng công chúa mặc áo trắng mà anh thường gặp trong mơ. Trong khi đó, nàng Lệ phi uống được thuốc trường sinh nên trẻ mãi không già và quyết định chờ đợi tướng quân Mông Nghị. Khi gặp Jack, nàng ngỡ ngàng nhận ra hình dáng quen thuộc của người yêu. Bất ngờ, lực lượng khảo cổ do giáo sư Cổ (Tôn Chu thủ vai) dẫn đầu đã đột nhập được vào Hoàng Lăng và định lấy hết văn vật trong đó nhưng điều này đã khiến cho Hoàng Lăng sụp đổ, William mất mạng. Jack định đưa công chúa Ngọc Thấu ra ngoài nhưng nàng đã từ chối vì Jack không phải là tướng quân Mông Nghị khi xưa. Jack đành phải ra ngoài một mình. Khi về nhà, Jack viết một cuốn sách mang tên Thần thoại - The Myth để tưởng nhớ Ngọc Thấu.

## Diễn viên
- Thành Long vai Jack / Mông Nghị
- Kim Hee-sun vai công chúa Ngọc Thấu / Lệ phi
- Lương Gia Huy vai William
- Mallika Sherawat vai Samantha
- Thiệu Binh vai Nam Cung Ngạn
- Ram Gopal Bajaj vai vị đạo sư người Dasar[4]
- Kumman Gopakumar vai cảnh sát Dasar
- Biju Kumman vai cảnh sát Dasar
- Karimbil Nidheesh vai cảnh sát Dasar
- Sasidharan Nair Sajith Kumar vai vệ binh Dasar
- Sunil Kumar Kumman vai vệ binh Dasar
- Govindan Kutty Nair vai hoàng tử Dasar
- Nguyên Đức vai thầy tu Dasar
- Đàm Diệu Văn vai Từ Quý tướng quân
- Vu Vinh Quang vai phản tướng Triệu Khoáng
- Vương Hợp Hỉ vai phản tướng Mạnh Kiệt
- Tấn Tùng vai phản tướng Kính Tùng
- Lư Huệ Quang vai Cổ Long
- Diệp Sơn vai Cổ Hổ[5]
- Trần Thạc vai Cổ Báo
- Hà Quân vai Cổ Phong
- Liêm Thúc Lương vai Triệu Cao
- Trần Vĩ Quốc vai Lý Tư
- Trương Ích Quần vai Hồ Hợi
- Trương Kiến Trung vai Văn quan
- Thạch Tử Lương vai Thái y
- Tiêu Cương vai Họa sư
- Lương Kính Kha vai cung nữ
- Choi Min-soo vai Thôi tướng quân
- Hồ Vệ Tinh vai Trung tướng quân
- Dương Kiện vai phó tướng Giáp
- Ngũ Cương vai phó tướng Ất
- Lưu Tư Huệ vai Maggie
- Leon Head vai Tiến sĩ Smith
- Tôn Chu vai Giáo sư Cổ
- Lý Học Thông vai người quản lý khu di tích Lăng mộ Tần Thủy Hoàng

## Nhạc phim
Bài hát chính của phim là bài Tình yêu vĩnh cửu ([Vô tận đích ái; 無盡的愛]) được Thành Long và Kim Hee-sun trình bày. Thành Long hát bằng tiếng Quan Thoại, Kim Hee-sun hát bằng tiếng Hàn. Tuy nhiên, khi song ca thì cả hai đều hát bằng tiếng Quan Thoại.
Ngoài ra, bài hát còn có một phiên bản khác có tên là Mỹ lệ thần thoại ([Thần thoại; 神话]) do Tôn Nam và Hàn Hồng trình bày. Ở Việt Nam, bài hát Thần thoại được trình bày bởi Bằng Cường và Nhật Kim Anh, sau này còn có Đan Trường và Hương Tràm.

## Đón nhận
Thần thoại được công chiếu ở Hồng Kông vào ngày 23 tháng 9 năm 2005 và thu được 6,230,000 HKD sau ba ngày. Tổng doanh thu của phim là 17,062,608 HKD, trở thành phim ăn khách thứ ba ở Hồng Kông trong năm 2005.

## Phiên bản truyền hình
Bộ phim đã được Thành Long chuyển thể thành phim truyền hình mang tên Thần Thoại. Phim đã được công chiếu trên kênh CCTV 8 vào ngày 10 tháng 1 năm 2010.
Phim Thần Thoại phát sóng trên VTV3 vào ngày 5 tháng 9 năm 2010